# Chadron (Nebraska)
Pour les articles homonymes, voir Chadron.
Chadron (en anglais [ˈʃædrən]) est une ville américaine, siège du comté de Dawes au nord-ouest du Nebraska, et dont la population de la ville était en 2000 de 5 634 habitants.
La ville doit son nom à Louis Chartran, un trappeur qui construisit un comptoir sur la rivière Bordeaux Creek en 1841.

## Histoire
La ville a été officiellement fondée quand le chemin de fer reliant Omaha et l'État du Wyoming fut construit et fut d'abord nommée O'Linn du nom de sa fondatrice Fannie O'Linn qui avait fondé une communauté au confluent entre la rivière White et la rivière Chadron Creek, à l'endroit où la ligne de chemin de fer devait passer. Le train passa finalement à 13 kilomètres de là sur la rivière Bordeaux Creek et la ville entière, bâtiments compris, fut déplacée sur le nouvel emplacement.
Durant l'Exposition universelle de 1893 à Chicago, Chadron fut le départ de la course de chevaux longue de 1 000 miles qui reliait Chadron à Chicago. Cinq concurrents prirent le départ et John Berry gagna la course en 13 jours et 16 heures.

## Géographie
La ville se trouve dans le nord-ouest du Nebraska, au milieu de la prairie.

## Transport
Chadron se trouve au croisement des routes U.S. Route 20 et U.S. Route 385 et possède un aéroport municipal (codes AITA : CDR): l'aéroport municipal de Chadron.

## Personnalités liées à la ville
- Le père de Gerald Ford, président des États-Unis, est né à Chadron.